# Chiesa di Sant'Orsola (Praga)
La chiesa di Sant'Orsola (in ceco Kostel Svaté Voršily) è un luogo di culto cattolico che si trova nel quartiere Nové Město di Praga nella regione della Boemia (Repubblica Ceca). Risale al XVIII secolo.

## Storia

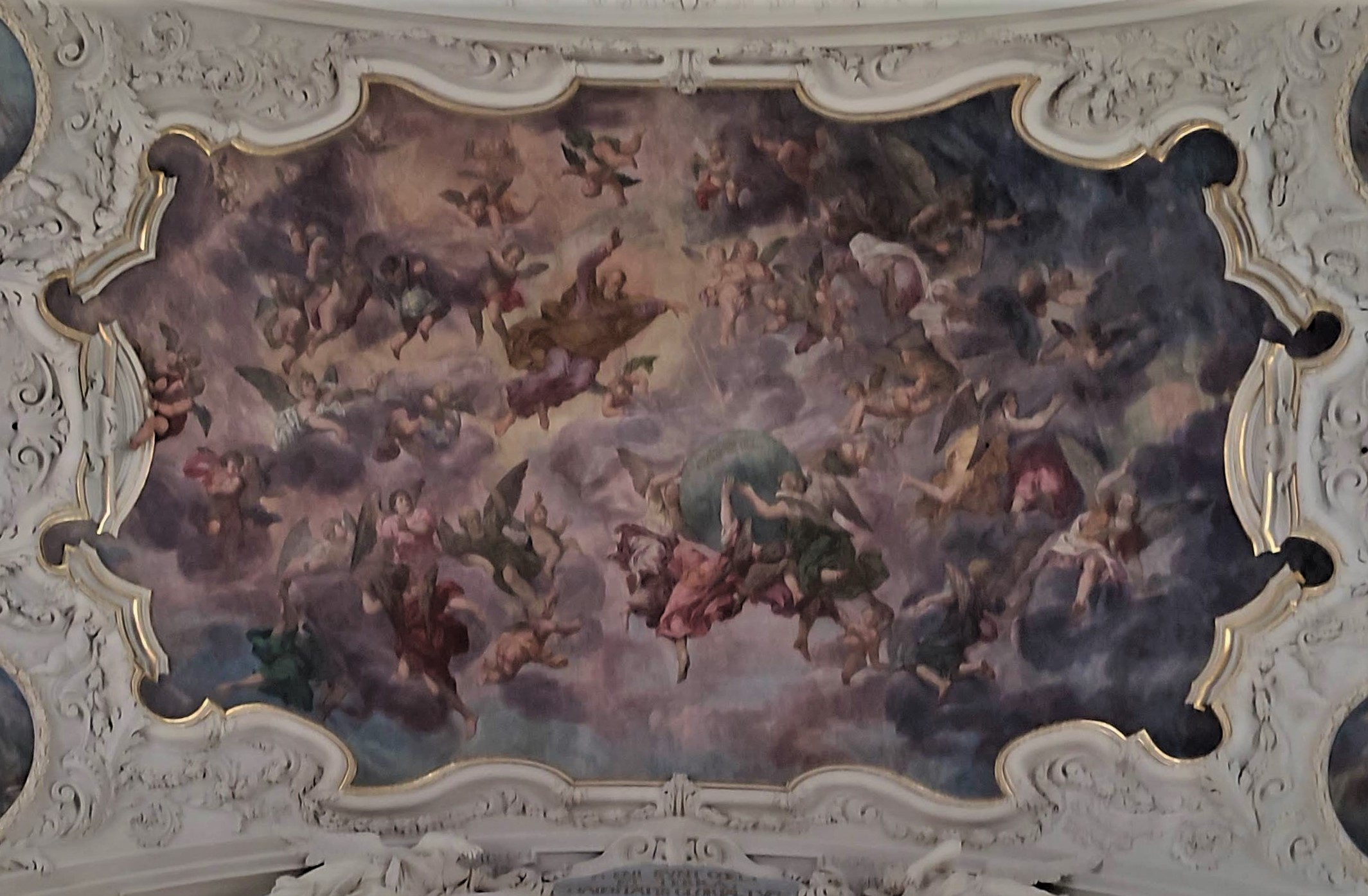
Particolare della volta affrescata della navata

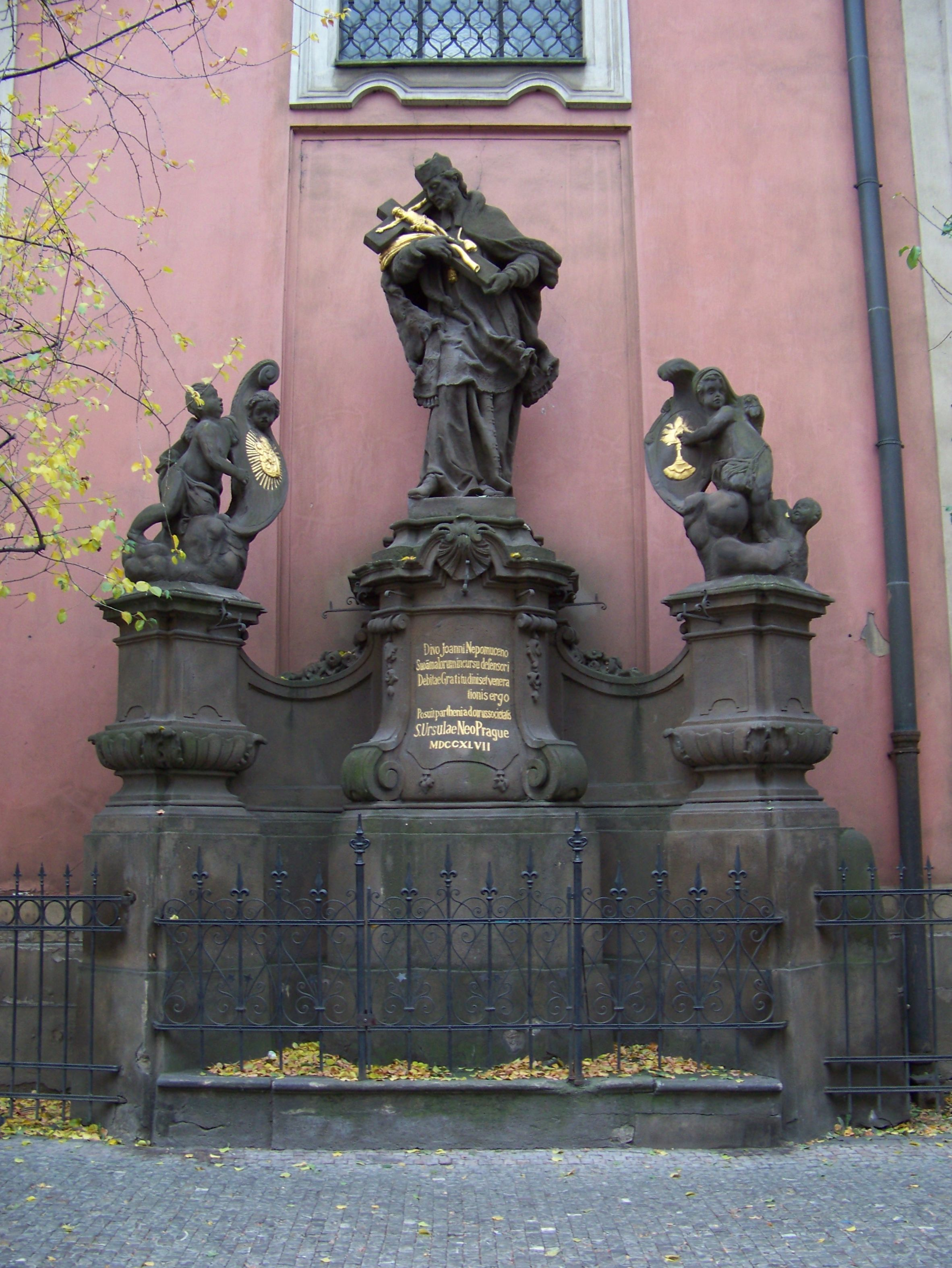
Monumento a san Giovanni Nepomuceno accanto alla chiesa

Il monastero, nel quale le monache si occuparono soprattutto dell'educazione e dell'educazione delle ragazze, fu completato nel 1678, e negli anni dal 1699 al 1704 nelle sue immediate vicinanze fu costruita la chiesa con dedicazione a Svaté Voršily. Il progetto venne affidato all'italiano Marco Antonio Canevalle, che solo più tardi avrebbe scelto di risiedere a Praga. La cerimonia della posa della prima pietra si ebbe il 24 settembre 1702 ma l'edificio in realtà era già in avanzato stato di costruzione e sarebbe stato ultimato solo 2 anni più tardi. La solenne consacrazione fu celebrata il 6 luglio 1704 dal vescovo di Praga Johann Joseph von Breuner. Nella prima metà del XVIII secolo gli interni furono arricchiti di decorazioni in stile barocco realizzate da diversi e rinomati artisti.

## Descrizione

### Esterni
Sopra l'ingresso principale sulla facciata si trova la statua raffigurante la titolare attribuita ad Ottavio Mosto da Padova. Più in alto sulla facciata della chiesa sono poste le statue raffiguranti la Vergine Maria Immacolata, Santa Margherita, Sant'Agata, l'Arcangelo Michele e sei angeli, opere realizzate dalla bottega praghese dello scultore lusaziano-serbo Matěj Václav Jäckel. Davanti alla chiesa c'è la statua raffigurante san Giovanni Nepomuceno, che originariamente faceva parte della fontana e fu scolpita da Ignác František Platzer negli anni 1746-1747 secondo il progetto dell'architetto Kilián Ignác Dietzenhofer.

### Interni
Gli affreschi delle decorazioni interne sono opera del pittore ceco di origine fiamminga Jan Jakub Stevens di Steinfels. L'autore degli stucchi del tempio è probabilmente lo scultore italiano Tommaso Soldatti. Nella sala ci sono sei altari. Sull'altare maggiore la pala raffigura l'Ascensione di Sant'Orsola e le sue compagne, opera dell'artista Jan Kryštof Liška. Il soffitto è decorato con affreschi raffiguranti la Festa della Santissima Trinità, di Jan Jakub Stevens di Steinfels. La pavimentazione della navata in lastre di marmo è stata realizzata da Jan Petr Baumgartner.